# Ammotrechella stimpsoni
Ammotrechella stimpsoni is een spinachtige uit de familie van de Ammotrechidae.

## Verspreiding en leefgebied
Deze soort komt voor in Florida en het zuiden van Noord-Amerika onder schors van rottende, door termieten aangetaste bomen.